# Wynton Marsalis
Wynton Learson Marsalis (Nova Orleans, 18 de outubro de 1961) é um trompetista e compositor estadunidense.
Conhecido pela sua sisudez e seriedade ao tratar a música, é um músico polêmico. Diretor do Jazz at Lincoln Center em Nova Iorque, é considerado por muitos apreciadores do Jazz como um "embaixador da música americana" pelo seu profundo respeito e divulgação das tradições musicais.
Começou na música muito cedo, tendo manifestado profundo interesse pelo jazz e pela música erudita. É considerado um dos maiores "virtuoses" do trompete atualmente. A lista de músicos com os quais já colaborou inclui Dizzy Gillespie, Arturo Sandoval, Herbie Hancock, Jack DeJohnette, Bobby McFerrin, entre outros.
Em 1998, no Brasil, esteve na programação de abertura do Teatro Alfa, em São Paulo.
Recebeu o Prémio Pulitzer de Música em 1997 por Blood on the Fields, oratorio e a Medalha Nacional de Humanidades, da Casa Branca, em 2016.